# 川邊昭宏
川邊 昭宏（かわなべ あきひろ、1972年 - ）はHulu非常勤取締役。

## 人物
- 埼玉県出身。明治大学商学部卒業[1]。1996年に日本テレビ放送網に入社し、ディレクター、演出・プロデューサーとして活躍していた。
- ｢しゃべくり007｣では、当時チーフプロデューサーだった松岡至、菅賢治の下で演出、｢嵐にしやがれ｣では、藤井淳チーフプロデューサーの下で企画・演出を担当していた。
- 2013年6月から田中宏史チーフプロデューサーが担当してしゃべくり007では演出から企画・演出へと担当が代わり嵐にしやがれでは企画・演出を担当している。
- 2015年4月から2016年5月まで「嵐にしやがれ」では企画・演出からスーパーバイザーへと昇格した。
- 2015年6月から2016年5月まで、音楽番組（日テレ制作）では伊東修チーフプロデューサーの下で統括プロデューサーへと昇格した。
- 2016年6月1日付で、制作局演出家・統括プロデューサー業務を離れ、編成局総合コンテンツ部専門副部長。
- 2017年6月1日付で、編成局編成センター総合編成部専門副部長兼にLINE現職出向。
- 2018年6月1日付で、編成局編成部専門副部長に改称。
- 2019年6月1日付で、情報・制作局専門副部長兼チーフプロデューサーに、伊東修、道坂忠久、横田崇チーフプロデューサーが担当していた番組を引き継いだ。
- 2020年10月1日付で、担当していた一部の番組を秋山健一郎チーフプロデューサーに引き継いだ。
- 2022年6月1日付で、Hulu取締役に就任、担当していた番組を江成真二、遠藤正累、松本京子チーフプロデューサーに引き継ぎ、現在に至る

## 担当番組

### 現在
チーフプロデューサー
- 特別番組
  - モンスターサミット
  - ザ・発言X
  - 成功の遺伝史
  - 明石家さんまの転職DE天職
  - 24時間テレビ 「愛は地球を救う」[2]
  - 今から1分後 もし大災害が起こったら?〜命と未来を守る50の方法〜
  - ネオコロッセオ（今井田彩CPと共同）
  - 推し匠さんの幻ツアー

### 過去
- ディレクター
  - THE夜もヒッパレ
  - メンB
  - エンタの神様
  - 電波少年に毛が生えた 最後の聖戦
  - さんま&SMAP!美女と野獣のクリスマススペシャル
  - ジャパン☆ウォーカー
- 演出
  - 雲と波と少年と
  - アリゾナの魔法
  - 輝け!2005年お笑いネタのグランプリ
  - 世界1のSHOWタイム〜ギャラを決めるのはアナタ〜
  - HAPPY Xmas SHOW
- 演出・プロデューサー
  - 不幸の法則
- 総合演出
  - 少女B
- 企画・演出
  - 超人劇場
- 演出監修
  - ラブぎゃっぷる
- スーパーバイザー
  - 嵐にしやがれ[3]
- 統括プロデューサー
  - キャラオケ18番[4]
  - チカラウタ
- チーフプロデューサー
  - 有吉反省会
  - 歌謡プレミアム（BS日テレ）
  - THE芸人プリズン
  - 日テレ系人気番組No.1決定戦[5]
  - ひと目でわかる
  - 幻ミッションツアーズ
  - MUSIC BLOOD（江成真二CPと共同）
  - バズリズム02[6]（江成真二CPと共同）
  - 1分入魂
  - King & Princeる。
  - 世界一受けたい授業
  - 千鳥かまいたちアワー
  - 行列のできる法律相談所→行列のできる相談所[7]
  - しゃべくり007[8]
  - 月曜から夜ふかし
  - 50秒サバイバルクイズ ナルハヤ
  - THE MUSIC DAY[9]（江成真二CPと共同）
  - 日テレ系人気番組 春秋のコラボSP![10]
  - 上田若林の撮れ高
  - 誰も知らない明石家さんま
  - 一攫千金!宝の山
  - 日テレ系音楽の祭典 ベストアーティスト[11]（江成真二CPと共同）
  - 日テレ系音楽の祭典 Premium Music（江成真二CPと共同）
  - HAPPYクリスマスおもちゃ屋MISIA（江成真二CPと共同）
  - くりぃむしちゅーのレジェンド（今井田彩CPと共同）
  - 開演まで30秒!お笑いタッグマッチSHOW
  - かまいたちの売れチャレ
  - 日テレ系 春の特別授業SP（江成真二・島田総一郎CPと共同）
  - THE DANCE DAY
- 企画・プロデュース
  - 漫画みたいにいかない
  - 遊戯みたいにいかない。
  - FAKE MOTION -卓球の王将-
- 総合編成
  - NOGIBINGO!9
  - KEYABINGO!4
  - STU48のセトビンゴ!